# Estrella gigante luminosa

Diagrama de Hertzsprung-Russell:
Abscisas: Tipo espectral. Ordenadas: Magnitud absoluta
Hipergigantes: 0
Supergigantes: Ia, Ib.
Gigantes luminosas: II.
Gigantes: III.
Subgigantes: IV.
Secuencia principal: V.
Subenanas: VI.
Enanas blancas: VII.

Una estrella gigante luminosa es una estrella de clase de luminosidad II en la clasificación MKK. Son estrellas cuyas características son intermedias entre las de una estrella gigante y las de una estrella supergigante. En general entran dentro de este grupo aquellas estrellas gigantes con una luminosidad especialmente alta, si bien no son tan brillantes ni tan masivas como para ser clasificadas como supergigantes.

## Ejemplos
En la siguiente tabla se recogen estrellas gigantes luminosas de los distintos tipos espectrales ordenadas de mayor a menor temperatura.
| Nombre        | Denominación de Bayer | Tipo espectral |
| ------------- | --------------------- | -------------- |
| Murzim        | β Canis Majoris       | B1 II-III*     |
| Muliphein     | γ Canis Majoris       | B8 II          |
| e Velorum     | e Velorum             | A6 II          |
| Sargas        | θ Scorpii             | F1 II          |
| Sham          | α Sagittae            | G1 II          |
| Kraz          | β Corvi               | G5 II          |
| Dabih         | β1 Capricorni         | K0 II          |
| Hassaleh      | ι Aurigae             | K3 II          |
| Scheat        | β Pegasi              | M2.5 II-III*   |
| Ras Algethi A | α Herculis            | M5 II          |

* Características intermedias entre gigante y gigante luminosa.